# Rick Hoogendorp
Rick Hoogendorp (* 12. Januar 1975 in Blerick) ist ein niederländischer Fußballspieler, der unter anderem beim deutschen Bundesligisten VfL Wolfsburg unter Vertrag stand. 
In seiner Karriere erzielte der Stürmer Stürmer Hoogendorp in 472 Profispielen 178 Tore. Die erfolgreichste Zeit verbrachte er bei RKC Waalwijk, wo er in der Saison 2000/01 17 Treffer erzielte. Er ist mit 78 Toren, die er zwischen 1998 und 2006 erzielte, erfolgreichster Eredivisie-Torschütze der Waalwijker. Sein einziges Bundesliga-Tor schoss er am 25. März 2006 für Wolfsburg gegen den FC Schalke 04 (2:2). 2007 wurde er an ADO Den Haag ausgeliehen, wo er 1994 seine Profilaufbahn begonnen hatte und sie 2009 auch beendete. Er wechselte anschließend zum Amateurverein SVV Scheveningen.